# Bradysia longispina
Bradysia longispina là một ruồi trong họ Sciaridae, thuộc chi Bradysia. Loài này được Pettey miêu tả khoa học đầu tiên năm 1918.